# USNS Eltanin (T-AK-270)
El USNS Eltanin (T-AK-270/T-AGOR-8) fue un buque de carga de clase Eltanin con casco rompehielos adquirido por la Armada de los Estados Unidos en 1957 y después operado como no en servicio activo, llamado así por Eltanin, la estrella en la constelación Draco. Su designación fue cambiada por la de buque de investigación oceanográfica en 1962 cuando operó en las aguas antárticas.

## Construido en Avondale, Luisiana
El Eltanin (T-AK-270) fue botado el 16 de enero de 1957 por Avondale Marine Ways, Inc., Avondale, Luisiana. Fue entregado para el servicio militar de transporte marino (MSTS) en octubre de 1957 para operar con el estatus de buque no en servicio activo.

## Conversión a barco de investigación
El 23 de agosto de 1962 su clasificación fue cambiada a buque de investigación oceanográfica y se le asignó el numeral T-AGOR-8.

## Tareas antárticas
El Eltanin, bajo la dirección de la National Science Foundation y operado por el servicio militar de transporte de mar, en el Océano Antártico, se convirtió en el primer buque de investigación Antártica en hacerlo. Algunas cruceros de investigación del Eltanin recogieron perfiles magnéticos del fondo marino que resultaron ser una evidencia fundamental en la aceptación de la teoría de la deriva continental, por la existencia de difusión de los fondos marinos. Estos perfiles claves, que muestran bandas simétricas de alternancia de orientación magnética (correspondiente a reversiones del polo magnético) alrededor de varias crestas submarinas, son conocidos por el nombre del barcos y número del crucero (ex. Eltanin-19).

## Baja en la Armada de los Estados Unidos
El USNS Eltanin fue puesto fuera de servicio en una fecha desconocida (¿1974?) y borrado del Registro Naval de buques, también en fecha desconocida y transferido a la administración marítima de los Estados Unidos para ponerlo en los registros de la flota de reserva de defensa nacional. En 1974, fue transferido a la Armada Argentina y renombrado como ARA Islas Orcadas. Posteriormente fue dado de baja por la Armada Argentina en 1979.